# Capacidade nativa

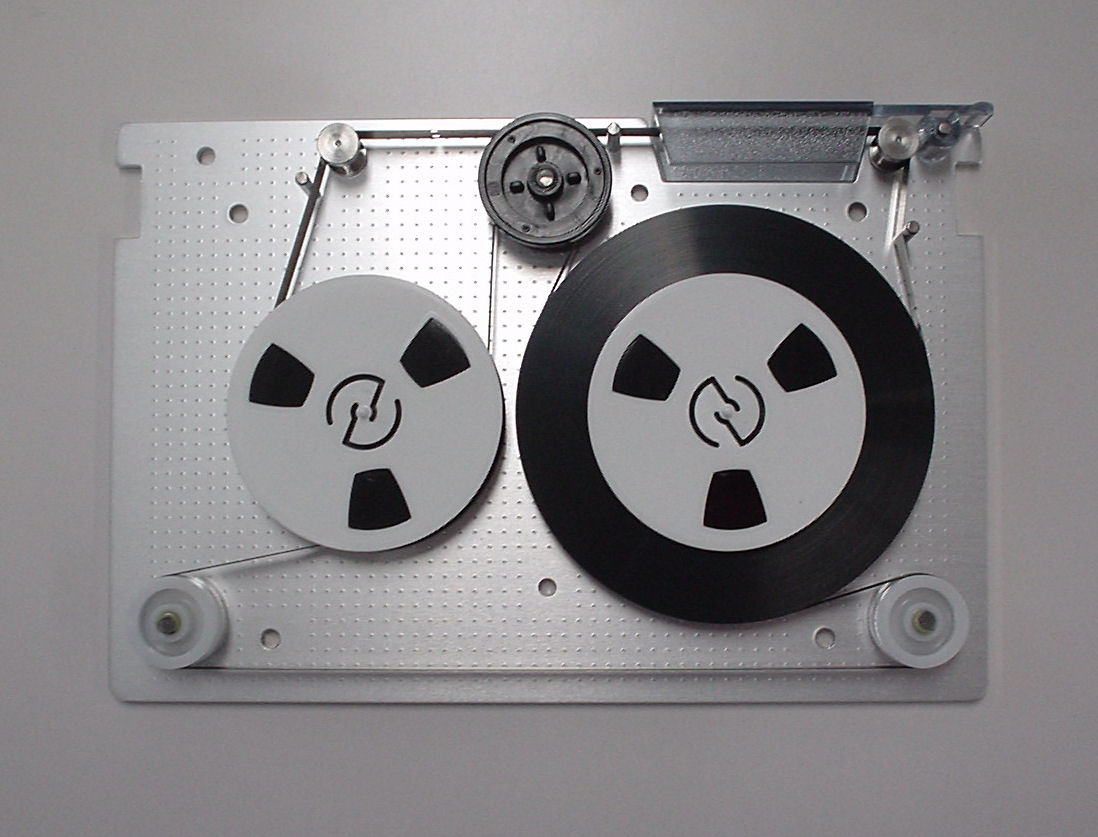
Cartucho de fita QIC aberto.

Capacidade nativa em informática é uma expressão usada em referência a capacidade de armazenamento não-comprimida em uma mídia qualquer. Por exemplo, cartuchos de fita são tipicamente mensurados pela capacidade comprimida, a qual geralmente assume a taxa de compressão de 2:1 acima da capacidade nativa. Um cartucho anunciado como 80/160, por exemplo, poderia armazenar 80 GiB de dados sem compressão e 160 GiB comprimidos.